# Боттминген
Боттминген (нем. Bottmingen) — коммуна в Швейцарии, в кантоне Базель-Ланд. 
Входит в состав округа Арлесхайм. Население составляет 5951 человек (на 31 марта 2008 года). Официальный код  —  2767.